# غورودوك (سمولينسك)
غورودوك (بالروسية: Городок) هي مدينة في مقاطعة سمولينسك أوبلاست في روسيا.
يبلغ عدد سكانها حوالي 3471 نسمة.